# Șișkovița, Tărgoviște
Șișkovița (în bulgară Шишковица) este un sat în comuna Antonovo, regiunea Tărgoviște,  Bulgaria. 

## Demografie
Componența etnică a satului Șișkovița
     Bulgari (18,75%)
     Romi (81,25%)
     Nicio identificare (0%)
     Altele (0%)
La recensământul din 2011, populația satului Șișkovița era de 32 locuitori. Din punct de vedere etnic, majoritatea locuitorilor (81,25%) erau romi, cu o minoritate de bulgari (18,75%). Pentru 0% din locuitori nu este cunoscută apartenența etnică.